# Santa Izabel do Oeste
Santa Izabel do Oeste là một đô thị thuộc bang Paraná, Brasil. Đô thị này có diện tích 321,169 km², dân số năm 2007 là 11753 người, mật độ 34,6 người/km².